# Bø (Nordland)
Bø és un municipi situat al comtat de Nordland, Noruega. Té 2,623 habitants (2018) i la seva superfície és de 247.23 km². El centre administratiu del municipi és la població de Straume. Les altres poblacions del municipi són Bø, Eidet, Hovden, Nykvåg i Utskor. El far de Litløy es troba a la petita illa de Litløya, a la costa de Bø.
El municipi de Bø es troba a l'illa de Langøya i a molts petits illots circumdants, inclosos Litløya i Gaukværøy. Hi ha una carretera que connecta Bø amb la resta de Noruega a través del túnel de Ryggedal de 1,612 m, que connecta Bø amb Øksnes i Sortland. El seu clima és fred i humit, amb una temperatura mitjana anual de 4,4 °C i 1,017 mm anuals.
Mirant cap al mar des d'una elevació per sobre de Vinje a Bø, a Vesterålen, es troba l'«Home del Mar», una alta figura de 4,3 metres d'altura d'un home de ferro colat. L'home sosté un vidre a les mans com un sacrifici al mar. Amb la llum de l'hivern, el vidre es torna blau. L'home es troba d'esquena al poble de Bø, i mira des de l'arxipèlag escarpat cap a la silueta característica de l'illa de Gaukværøya.